# 대리권 남용
대리권 남용이란 대리인의 형식적으로 대리권의 범위 안에서 한 행위이지만, 본인의 이익을 위한 것이 아니라 대리인 자신 또는 제3자의 이익을 꾀할 목적으로 대리행위를 하는 경우를 말한다.  판례는 친권의 경우에도 대리권 남용의 법리를 적용하여 본인의 보호를 꾀하고 있다.